# Jeruzal (Białobrzegi)
Pour les articles homonymes, voir Jeruzal.
Jeruzal (prononciation : [jɛˈruzal]) est un village polonais de la gmina de Wyśmierzyce dans le powiat de Białobrzegi de la voïvodie de Mazovie dans le centre-est de la Pologne.
Il se situe à environ 5 kilomètres à l'est de Wyśmierzyce (siège de la gmina), 6 kilomètres au sud-ouest de Białobrzegi (siège du powiat) et à 67 km au sud de Varsovie (capitale de la Pologne).
Le village possède approximativement une population de 40 habitants.

## Histoire
De 1975 à 1998, le village appartenait administrativement à la voïvodie de Radom.